# Szuwałowo (obwód kostromski)
Szuwałowo (ros. Шувалово) – wieś (dieriewnia) w Rosji, w obwodzie kostromskim, w rejonie kostromskim. W 2010 liczyła 1242 mieszkańców.